# Free Church of Scotland
De Free Church of Scotland (Schots Gaelic: An Eaglais Shaoris) is een bevindelijk gereformeerd kerkgenootschap in Schotland. Het kerkverband heeft 115 gemeenten en is ontstaan in 1843.

## Geschiedenis
De Free Church of Scotland ontstond in 1843 als afscheiding van de Church of Scotland. Deze gebeurtenis staat bekend als de disruption (scheuring) en resulteerde in een uittocht van 447 predikanten uit de staatskerk. Plaats van samenkomst voor de deed of demission was de Tahfield zaal in de stad Edinburgh. Hier kwam op deze dag tevens de eerste synode van de Free Church bijeen. Inzet van de scheuring was de verdediging van de kroonrechten van Christus tegen de dictatuur van de staat. De strijd betrof met name de handhaving van de zogenoemde patronaatsrechten. Het patronaatsrecht (het recht van een man van adel of van hogere stand die eertijds de predikantsplaats had gesticht of gefinancierd, om een te beroepen predikant voor te stellen) werd in 1690 door Stadhouder Willem III afgeschaft, maar na diens dood opnieuw in ere hersteld.
Leider van de afscheiding van 1843 was Thomas Chalmers, voormalig predikant in een grote gemeente in Glasgow en sinds 1828 hoogleraar theologie in Edinburgh. In de jaren 30 van de negentiende eeuw leidde hij in de Church of Scotland tevens een evangelisatiebeweging die resulteerde in de bouw van meer dan 200 nieuwe kerken. In 1893 protesteerde ds. Donald MacFarlane in de Assembly Hall in Edinburgh publiekelijk tegen de koers van de in 1843 opgerichte Free Church of Scotland, die zich door aanneming van de zogenoemde Declaratory Act (een verklarende aanvulling op de Westminster Confessie) in zijn ogen had losgeweekt van haar principe. Hij kreeg veel bijval. Op 26 mei 1893 koos de synode van de Free Church met 346 tegen 192 stemmen voor de Declaratory Act. Daarmee ontstonden enkele vrije gemeenten, die in 1907 met elkaar de Free Presbyterian Church of Scotland vormden. In 1900 voegde de United Presbyterian Church of Scotland zich bij de Free Church. In de 20e eeuw richtte de Free Church zich sterk op zendingswerk, onder meer in Zuid-Afrika. De Free Church of Scotland (Continuing) is in 1999 afgescheiden van de Free Church vanwege onenigheid over zingen van gezangen in de erediensten.
De Christelijke Gereformeerde Kerken hebben volledige correspondentie met dit kerkverband. Omdat de Christelijke Gereformeerde Kerken geen partij wilden kiezen in een intern conflict, hebben zij zowel met dit kerkverband als met de Free Church of Scotland (Continuing) volledige correspondentie.

## Erediensten
In de gemeenten worden zowel psalmen als gezangen gezongen. In tegenstelling tot de Free Presbyterian Church of Scotland en de Free Church of Scotland (Continuing) is over dit punt discussie. Psalmen worden nog steeds zonder muzikale ondersteuning gezongen. Gezangen worden begeleid op diverse instrumenten, meestal een piano. Men gebruikt als Bijbelvertaling de King James Version. Vrouwen kunnen niet verkozen worden als ouderling of diaken.
In de kerk komen de people, de mensen die tot de kerk behoren. Zij zijn gewoonlijk allen gedoopt. Men kent de kinderdoop. Van die people is een gedeelte members en een deel hearers. Hiervan nemen alleen de members deel aan het Heilig Avondmaal. De Free Church kent circa 12.000 members, totaal zijn er circa 26.000 kerkgangers.

## Verspreiding
Van de 115 gemeenten bevinden zich er 108 in Schotland, 2 in Londen en 5 in Noord-Amerika. De meest behoudende gemeenten bevinden zich op de Buiten-Hebriden. Volgens een predikant zijn de verschillen met de Free Presbyterian Church of Scotland op deze eilanden klein. De grootste gemeente van het kerkverband is Stornoway op Lewis met circa 2000 leden. Het kerkgebouw van deze gemeente heeft meer dan 1000 zitplaatsen. Andere grote gemeenten zijn Back en Glasgow-Dowanvale.
Er wordt zending bedreven in onder meer India, Peru en Zuid-Afrika. De zendingsgemeenten in Zuid-Afrika zijn verzelfstandigd onder de naam Free Church in Southern Africa en tellen circa 4000 leden.
De Theologische School van de Free Church is gevestigd in Edinburgh, het Free Church College.

## Bekende leden
- Sinclair Buchanan Ferguson
- Donald Macleod was van 1978 tot 2011 als hoogleraar systematische theologie aan het Free Church College te Edinburgh verbonden. Donald Macleod was van 1978 tot 2011 als hoogleraar systematische theologie aan het Free Church College te Edinburgh verbonden. Na zijn emeritaat schreef hij een studie over de verzoening. Christ Crucified: Understanding the Atonement (Nottingham, 2014)

## Afbeeldingen

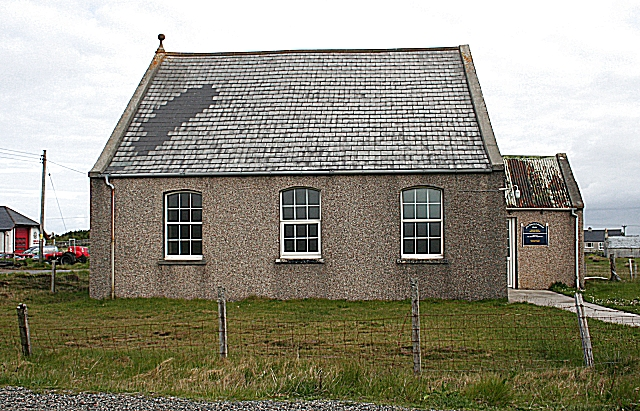
Free church in South Dell
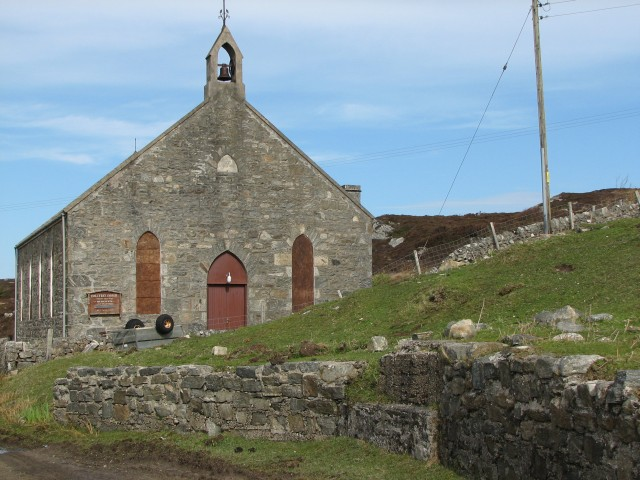
Free Church in Coll
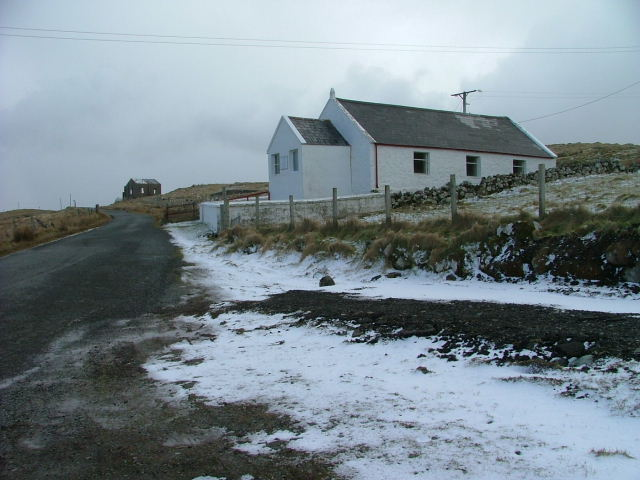
Free Church in Kilmaluag op Skye
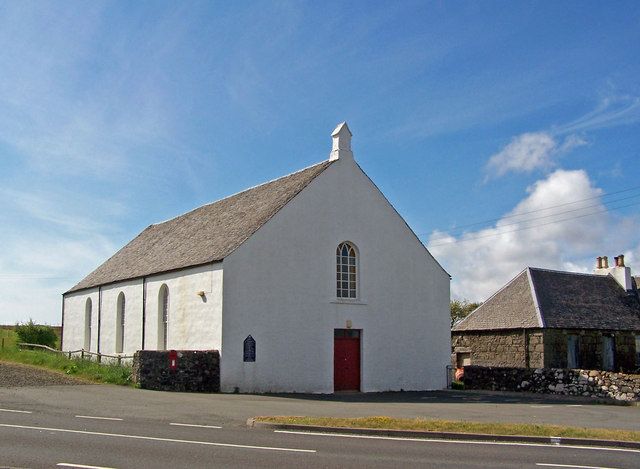
Kerkje te Lonmore
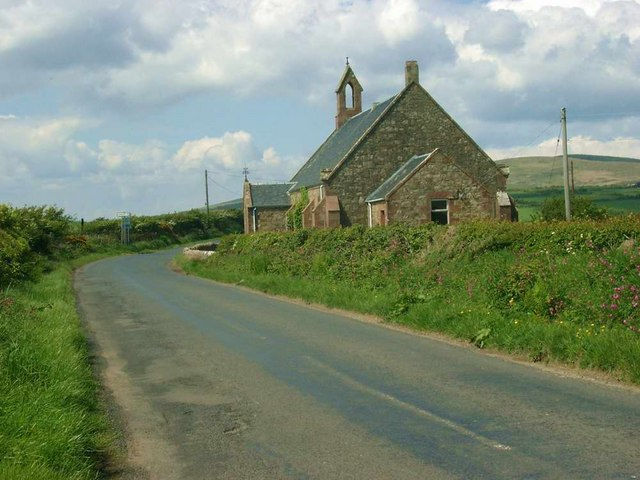
Kerkje te Bennecarrigan
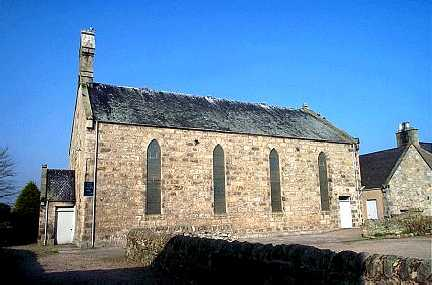
Kerkje te Brora
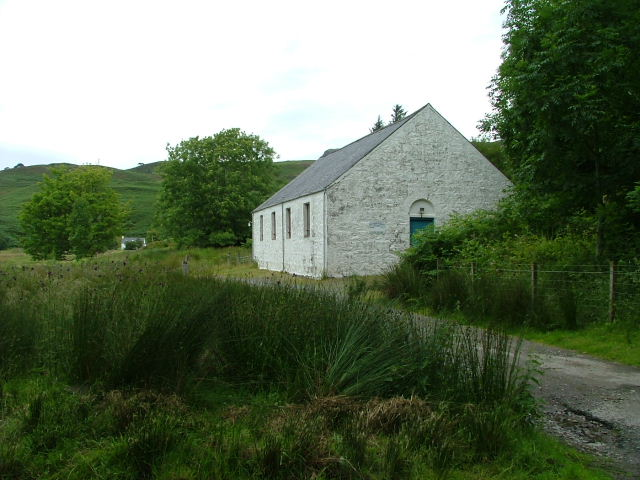
Kerkje te Glenelg
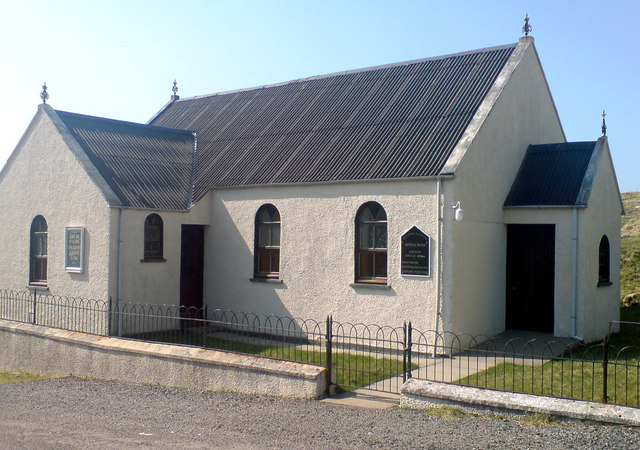
Kerkje te Applecross
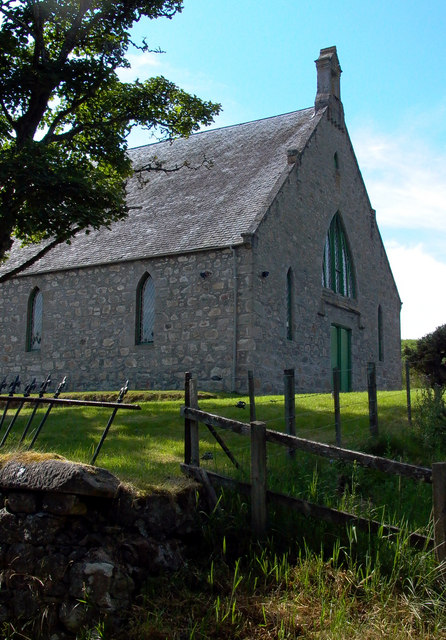
Kerk te Errogie
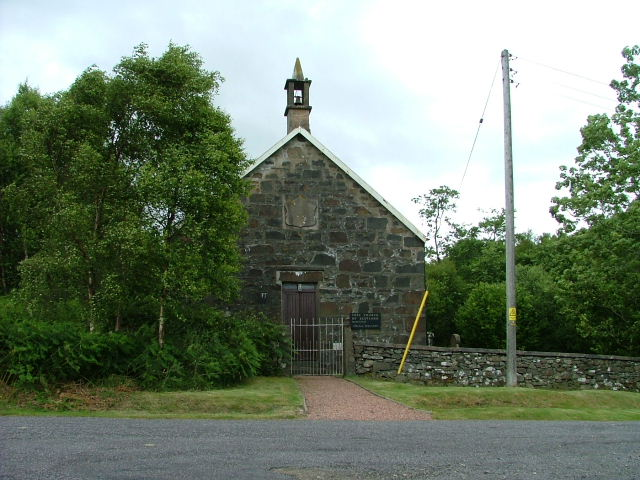
Kerkje te Lochdon